# Виркхаус, Тааво
Тааво Виркхаус (эст. Taavo Virkhaus, в некоторых источниках Wirkhaus; 29 июня 1934, Тарту — февраль 2021) — эстонско-американский композитор и дирижёр. Сын Адальберта Виркхауса, внук Давида Отто Виркхауса.

## Биография
В 1944 году, перед окончанием Второй мировой войны, отец Тааво 
Виркхауса, дирижёр и композитор Адальберт Виркхаус, покинул Эстонию вместе с семьёй. Прожив несколько лет в Германии, семья эмигрировала в США. Тааво Виркхаус получил образование в университете Майами и Истменовской школе музыки. В 1960-61 годах он занимался дирижированием у Пьера Монтё, а потом некоторое время учился в Кёльнской консерватории. Его дирижёрский дебют состоялся в 1956 году в Майами. С тех пор он неоднократно выступал с различными американскими и европейскими оркестрами. В 1978 году  впервые после более чем тридцатилетнего отсутствия вновь посетил Эстонию.
С 1977 по 1994 год Виркхаус был главным дирижёром и художественным руководителем Дулутского симфонического оркестра в Миннесоте, с 1989 по 2003 год руководил Хантсвиллским симфоническим оркестром в Алабаме. В 2009 году семидесятичетырёхлетний дирижёр был награждён медалью Тарту за пропаганду эстонской музыки.
Тааво Виркхаус — автор пяти симфоний и двух концертов для скрипки с оркестром.